# Силец (град, Орегон)
Силец (на английски: Siletz) е град в окръг Линкълн, щата Орегон, САЩ. Силец е с население от 1133 жители (2000) и обща площ от 1,6 km². Намира се на 39,6 m надморска височина. ЗИП кодът му е 97380, а телефонният му код е 541.